# 옥길동 (광명시)
옥길동(玉吉洞)은 광명시의 법정동이다. 행정동 상으로  광명6동에서 관할한다. 1983년 시흥군 소래읍 옥길리가 대통령령 11027호에 의해 1리와 3리는 광명시로, 2리와 4리는 부천시로 편입되어 부천 옥길동과는 다른 마을이 되었다.